# Romanul lui Renart
Romanul lui Renart este o colecție medievală de povești animaliere scrise în franceza veche, în versuri. Aceste povești disparate, scrise de autori diferiți, sunt numite începând din Evul mediu " ramuri ". Ele sunt compuse în principal din octosilabi cu rime plate. Ramurile cele mai vechi (circa 1174) sunt atribuite unui anumit Pierre de Saint-Cloud. Începând din secolul XIII, ramurile sunt grupate în colecții, aducând o anumită unitate. Autorii Romanului lui Renart sunt în mare parte anonime, dar unii autori sunt identificați : Pierre de Saint-Cloud, Richard de Lison și un preot, de la Croix-en-Brie ·  · . 

## Interpretări
Aceste texte au diferite funcții:

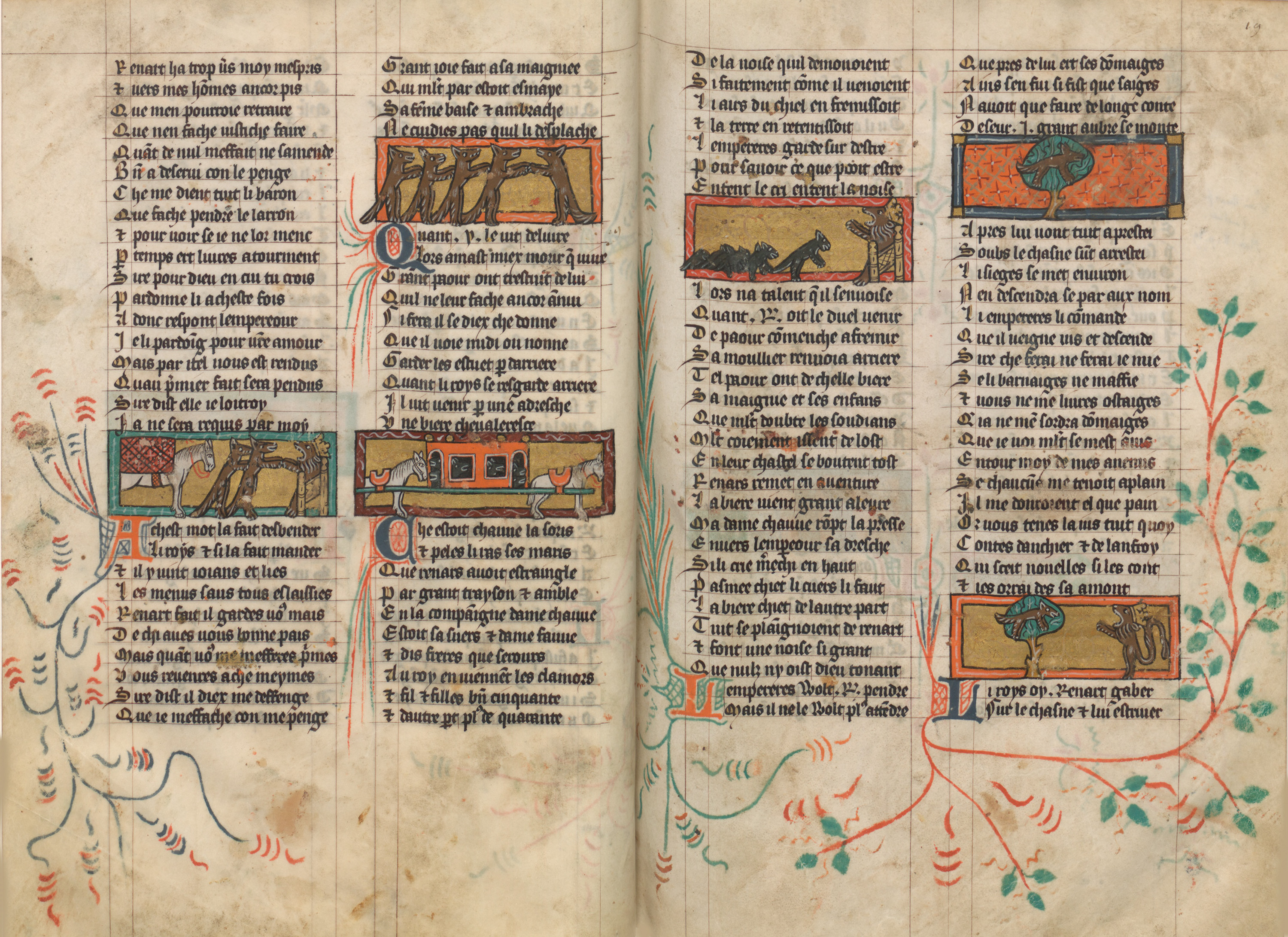
Romanul lui Renart, BNF, Paris; Ms fr. 12584, folio 18v-19r

- de critică socială a conducătorilor, incapabili de a hrăni micii oameni; de parodie a cântecelor epopee și a romanelor idilice, amestecată cu anti-clericalismul ;
- psihologice (chiar catartice) : încălcare a tabuurilor politice și religioase (dumnezeu este absent și formele sociale ale religiei - pelerinaj, cruciada, sau pur și simplu clerul sunt disprețuite și ridiculizate), în timp ce antagonismul central între Renart și Primaut face apel la scena primitivă.

### Originea numelor

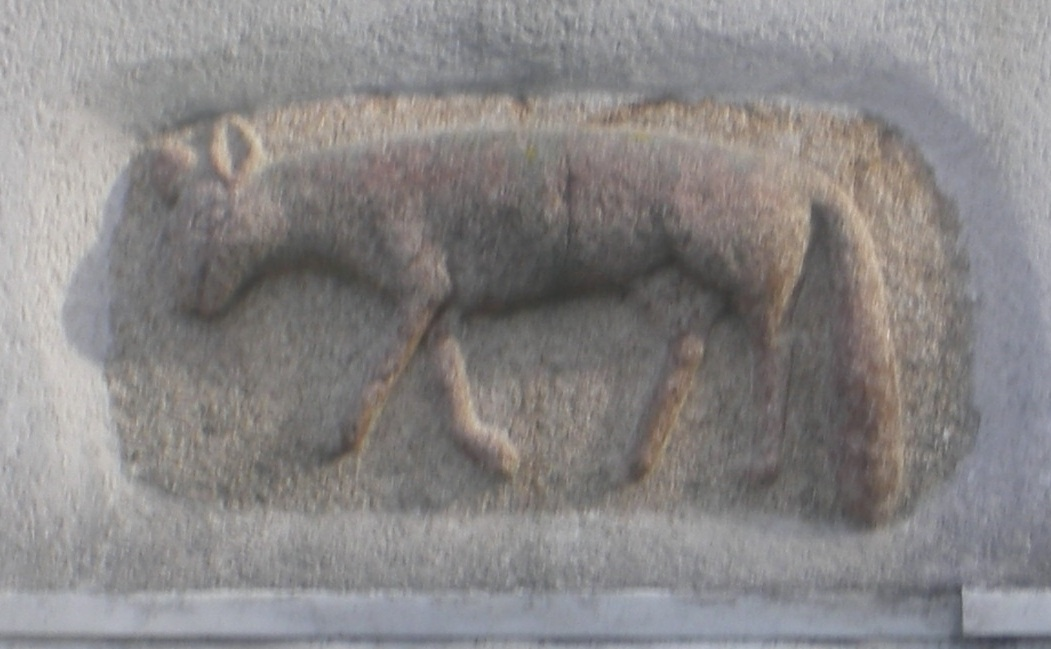
Basorelief al unei vulpi.

### Originea textelor

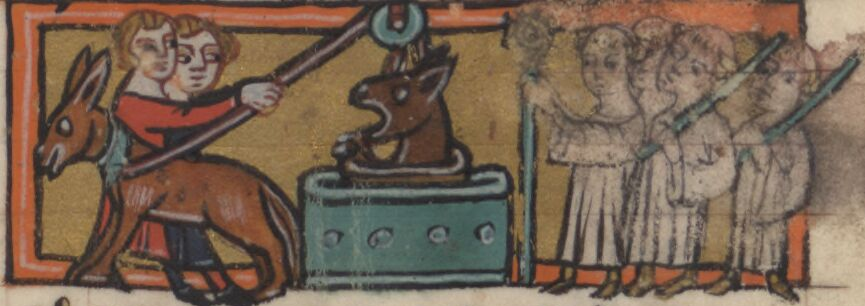
Romanul lui Renart; inluminură de manuscris

## Vezi și
- Jacquemart Giélée
- Ramon Llull : Cartea de Fiare (LLibre de les Besties), cel de-al șaptelea capitol al romanului lui Felix o LLibre de les Meravelles del Mea (1286)

### Bibliografia franceză sau de limbă franceză
- Maurice Delbouille , fabliaux și romanul, Fox în Litere de limbă franceză, belgiană (directori Charlier și Hanse), La Renaissance du livre, Bruxelles, 1958.
- Elisabeth Schulze-Busacker, Fox, jongler de externe : analiza tematică și lingvistică de la Filiala Ib, în cadrul procedurilor de Format:IIIe al colocviului Internațional Bestia Epic, Fabula și Fabliau ", Münster 1980, Köln / Wien (Böhlau), 1982, p. Parametri lipsă! (Format:P.)380-391.
- Xavier Kawa-Topor, Imaginea regelui în Romanul de Vulpe, Cahiers de Civilizație Medievală, 1993, Nr. 36-143, p. 263-280.
- Xavier Kawa-Topor, Cum Fox a devenit rege ? Pentru o contribuție renardienne de antropologie de istorie politică, în Râsete de Goupil (regizor Claude Rivals), ediție, Tournefeuille, Toulouse, 1998, p. 81-94.
- Xavier Kawa-Topor, La partea de Jos a sondelor - și Rai și Iad în ramură a IV-a din Roman de Vulpe în Les Cahiers de Conches, Nr. 1, CEACM, 1995, p. 219-231.
- Xavier Kawa-Topor, De Maupertuis în Constantinopol : o geografie a Romanului, Fox în Maediavistik vol. 11, 1998, p. 33-59.
- Ediție Michel Lévy Frères editori, Collection Hetzel & Lévy.Paris, 1858.